# Бергамакское сельское поселение
Бергамакское се́льское поселе́ние — муниципальное образование в Муромцевском районе Омской области Российской Федерации.
Административный центр — село Бергамак.

## История
Статус и границы сельского поселения установлены Законом Омской области от 30 июля 2004 года № 548-ОЗ «О границах и статусе муниципальных образований Омской области»

## Население
| 2010  | 2011  | 2012  | 2013  | 2014  | 2015  | 2016  |
| ----- | ----- | ----- | ----- | ----- | ----- | ----- |
| 1816  | ↘1808 | ↘1805 | ↘1770 | ↘1760 | ↘1753 | ↘1738 |
| 2017  | 2018  | 2019  | 2020  | 2021  | 2023  |       |
| ↘1713 | ↘1669 | ↘1643 | ↘1629 | ↘1353 | ↘1284 |       |

## Состав сельского поселения
| № | Населённый пункт | Тип населённого пункта       | Население |
| - | ---------------- | ---------------------------- | --------- |
| 1 | Бергамак         | село, административный центр | ↘638      |
| 2 | Кокшенево        | деревня                      | ↘284      |
| 3 | Кордон Бергамак  | деревня                      |           |
| 4 | Лисино           | деревня                      | ↘558      |
| 5 | Окунево          | деревня                      | ↘265      |
| 6 | Танатово         | деревня                      | ↘71       |

### Упразднённые населённые пункты
Юрт-Бергамак — упразднённая в 2000 году деревня.

## Известные уроженцы
- Ульянов, Михаил Александрович — советский и российский актёр.
- Ильин, Константин Тимофеевич (1896—1943) — советский военный деятель.